# Wilhelm von der Osten
Wilhelm Maximilian Karl Philipp Adam von der Osten (* 29. Dezember 1824 in Neiße; † 25. August 1895 in Charlottenburg) war ein preußischer Generalleutnant und Kommandeur der 27. Division (2. Königlich Württembergische). Er war der letzte männliche Vertreter der Familie Osten aus dem Hause Martensdorf.

## Leben

### Herkunft
Wilhelm war ein Sohn des gleichnamigen preußischen Postmeisters Wilhelm von der Osten (1785–1833) aus dem Hause Neudecke und dessen Ehefrau Auguste, geborene von Alvensleben (1793–1871) aus dem Hause Calbe, einzige Tochter des Generalmajors Ludolf August Friedrich von Alvensleben.

### Militärkarriere
Nach dem Besuch des Militärwaisenhauses und Kadettenhauses in Potsdam sowie des Kadettenhauses in Berlin wurde Osten am 9. August 1842 als Portepeefähnrich dem Kaiser Franz Grenadier-Regiment der Preußischen Armee überwiesen. Kurz vor seiner Beförderung zum Sekondeleutnant wurde er bei einem Jagdunfall angeschossen und seine Lunge dabei schwer verletzt. Erst nach mehreren Kuren war er wieder dienstfähig, aber ein Lungenflügel blieb unbrauchbar.
Osten wurde am 14. September 1843 als Sekondeleutnant seinem Regiment aggregiert und am 11. Juli 1844 einrangiert. Zur weiteren Ausbildung absolvierte er von Dezember 1844 bis September 1847 die Allgemeine Kriegsschule und war von Januar bis Anfang April 1848 zur Gewehrfabrik nach Potsdam kommandiert. Im Jahr 1848 nahm er während des Krieges gegen Dänemark am Gefecht bei Schleswig teil. Von Mitte November 1848 bis Oktober 1849 erfolgte seine Kommandierung zum II. Bataillon im 1. Garde-Landwehr-Regiment nach Stettin. Ende Juni 1851 stieg Osten zum Premierleutnant auf und war von Januar 1853 bis Ende September 1855 als Adjutant des II. Bataillons im 4. Garde-Landwehr-Regiment nach Koblenz kommandiert. Nach seiner Beförderung zum Hauptmann wurde Osten am 12. März 1859 zum Chef der 1. Kompanie ernannt. In gleicher Eigenschaft wurde er Anfang Juni 1860 zum 2. kombinierten Grenadier-Regiment kommandiert, aus dem einen Monat später das Garde-Grenadier-Regiment Nr. 4 hervorging. Auf Grund seiner schlechten Gesundheit war er 1864 während des Deutsch-Dänischen Krieges in Biarritz zur Kur. Nach seiner Rückkehr wurde er am 18. April 1865 zum Major befördert und während des Deutschen Krieges am 9. Mai 1866 zum Kommandeur der I. Bataillons ernannt. In dieser Stellung nahm er am Gefecht bei Soor und der Schlacht bei Königgrätz teil.
Nach dem Krieg wurde Osten am 15. April 1867 als Ehrenritter in den Johanniterorden aufgenommen und Ende Mai 1867 zum Kommandeur des Füsilier-Bataillons ernannt. Am 22. März 1868 zum Oberstleutnant befördert, wurde er am 24. März 1870 als Kommandeur des Mecklenburgischen Jäger-Bataillons Nr. 14 nach Schwerin versetzt. Bei der Mobilmachung anlässlich des Krieges gegen Frankreich erhielt Osten am 18. Juli 1870 das Kommando über das 1. Hanseatische Infanterie-Regiment Nr. 75, dass er vor Metz, Paris und Toul führte. Er nahm außerdem an den Kämpfen bei Dreux, la Medeleine, Bouvet, Belleme, Meuna, Beaugency, Villejouan, Freteval, Conneree, Orleans und Loigny teil. Während der Schlacht bei Le Mans vertrat er den Kommandeur der 33. Infanterie-Brigade.
Ausgezeichnet mit beiden Klassen des Eisernen Kreuzes und des Mecklenburgischen Militärverdienstkreuzes erfolgte nach dem Vorfrieden von Versailles als Oberst 29. März 1871 seine Ernennung zum Regimentskommandeur. Am 12. Dezember 1872 wurde er mit seiner bisherigen Uniform zu den Offizieren von der Armee versetzt und am 2. September 1873 als Kommandeur des Mecklenburgischen Grenadier-Regiments Nr. 89 erneut nach Schwerin versetzt. Unter Beförderung zum Generalmajor folgte am 1. Juni 1875 eine Verwendung als Kommandeur der 56. Infanterie-Brigade in Rastatt. Am 15. März 1881 wurde Osten zu den Offizieren à la suite der Armee versetzt und als Kommandeur der 27. Division nach Württemberg kommandiert sowie am 30. März 1881 zum Generalleutnant befördert. Aber er hatte wieder massive Probleme mit dem Schrot in seiner Lunge und musste sich mehreren Operationen unterziehen. Er wurde am 1. August 1882 mit dem Großkomtur des Bayerischen Militärverdienstorden und am 14. Oktober 1882 mit dem Großkreuz des Friedrichs-Ordens ausgezeichnet. Angesichts seiner angeschlagenen Gesundheit wurde er von seinem Kommando nach Württemberg entbunden und am 19. Oktober 1882 unter Verleihung des Kronen-Ordens I. Klasse mit Pension zur Disposition gestellt. Er starb am 25. August 1895 in Charlottenburg.

### Familie
Osten heiratete am 20. Januar 1870 in Berlin Marie Freiin von Düsterlohe (1846–1928). Das Paar hatte mehrere Kinder:
- Marie (1872–1945) ⚭ 1895 Fritz von Glasow (1867–1914), preußischer Major, gefallen bei Kulzkischki
- Elisabeth (1874–1961) ⚭ Robert Groß (1850–1924), Arzt
- Margarete (1879–1967)

⚭ 1903 Gottlieb Freiherr Tucher-Simmelsdorf (1877–1914), preußischer Rittmeister, gefallen bei Gumbinnen
⚭ 1920 Adolf von Bonin (1876–1952), Major, Herr auf Polenzig